# 信濃小谷地震
信濃小谷地震（しなのおたりじしん）は、江戸時代の正徳4年3月15日（1714年4月28日）に信濃国北西部で発生した地震。1714年正徳小谷地震とも呼ばれる

## 地震の記録
正徳四年三月十五日戌刻過（夜五ツ半）（1714年4月28日21時頃）に小谷村を中心とする地震が発生した。尾張藩の奉行、朝日文左衛門重章の日記『鸚鵡籠中記』、および『江戸幕府日記』には、水野出羽守領分、信州松本大町組で大地震、102石余の田畑が損亡、潰家194軒、半潰141軒、怪我人37人、死人56人、牛馬怪我20疋と記されている。
『月堂見聞集』では死人は男32人、女25人、潰家33ヶ所となっている。白馬村大出で発見された古文書には15日夜戌亥刻から翌16日昼四ツ時（10時頃）まで33度震い、四ヶ条村、小谷まで皆々震い崩れ、54人が死に、350軒潰れ、坪の沢では大山抜け崩れ大堤になり塩島新田まで2里（約8km）が水没したとある。
『新編信濃史料叢書 第五巻』、『中土村誌』には、千国村で山崩れがあり、人家田畑残らず亡所となり、人30人、牛馬8疋が死亡し、家9件が倒壊、堀ノ内村（四ヶ庄：神城、北城、小谷、中土）では人14人、牛馬36疋が死亡し、家48件が倒壊、中谷村・上谷村では合計家18軒が押し崩され、姫川の天然ダム決壊で流失したとある。
役所への被害届である『中谷村地震満水に付田畑指出帳控』には、地震による山崩れで天然ダムを形成し水没した田畑の面積が合計壱丁九反七畝廿九歩（約19,633m2）、その見積もりが拾壱石九升四合弐勺と記されている。
『松代町史』によれば、宝永4年の地震に比すれば震動が少なく家屋の被害も軽微であったが、半時（約1時間）ばかりの間に4度の震動があったという。『江戸幕府日記』によれば、松代領では、潰家48軒、寺社潰3、田畑の損が420石余、道路の破損が38ヶ所に上った。善光寺では本堂が破損し、二天東西の石垣が悉く崩れ石塔がほとんど転倒した。
『菖蒲氏年代記』によれば、出羽の余目、『津軽藩御日記』によれば江戸においても有感であった。
資料調査をまとめた地震調査研究推進本部のプロジェクトによれば、小谷村の坪ノ沢では全戸が壊滅する被害だったほか、小谷村の中小谷や白馬村の堀之内でも過半数の家屋が倒壊した。また、姫川右岸にある岩戸山の斜面崩壊により姫川に天然ダムが形成された。結果、5570万m3規模の湛水が生じ、3日後に決壊し下流に被害。
| 地域                                                      | 推定震度                                          |
| --------------------------------------------------------- | ------------------------------------------------- |
| 出羽                                                      | 余目(e)                                           |
| 信濃                                                      | 善光寺(5-6), 小谷(6), 白馬(6), 大町(6), 駒ヶ根(e) |
| その他                                                    | 江戸(e)                                           |
| S: 強地震(≧4), E: 大地震(≧4), M: 中地震(2-3), e: 地震(≦3) |                                                   |

## 震源
河角廣(1951)は規模MK = 3. を与え、これはマグニチュード M = 6.4に換算されている。宇佐美龍夫(2003)はマグニチュードを M ≒ 6+1⁄4としている。
家屋全壊などから推定される震度6以上の範囲は、青木湖を南端として中小谷に至る南北25kmの細長い地域に分布しており、ほぼこの範囲が震源断層と推定される。また善光寺や松代など糸静線の東側でも被害が出ているのに対し西側の富山などでは被害域が見られず、東下がりの断層が示唆される。6年半前には南海トラフ巨大地震である宝永地震が発生しており、本地震はその誘発地震の一つとする見方もある。
地震調査研究推進本部(1996)は、本地震を糸魚川-静岡構造線活断層系付近で発生した地震の一つとしているが、18世紀以降の M 6.0 - 6.5程度の地震については活断層調査による評価は困難としている。

## プレートテクトニクス的観点
本地震は糸魚川静岡構造線沿いで発生しており、歪集中帯と呼ばれる日本列島の中でも特に歪み応力が集中しているとされる地域内であり、過去にも多くの地震が発生している。
震源断層と推定される神城断層はアムールプレート東縁変動帯の一部にあり、南海トラフの巨大地震はアムールプレートの東進による応力が原動力の一部となり、南海トラフ巨大地震の前後に糸静線断層帯の活動もあり得、南海トラフ巨大地震によってアムールプレート-フィリピン海プレート境界が自由となり直接西南日本内帯衝突域の東西圧縮応力が強まるとされる。また、2011年東北地方太平洋沖地震によって、太平洋プレート-東北日本のプレート境界が広範囲にわたって自由になり引っ張り応力が増大したにも拘らず、翌日の長野県北部地震（栄大地震）など、東北地方太平洋沖地震による活発化で福島県浜通り地震附近は例外として内陸から日本海側で起こった地震の多くが南東-北西主圧力で発生したことは、依然としてアムールプレート東進による東西圧縮応力場が保持されていることを示している。

## この地域で発生したほかの地震
- 1858年4月23日（安政5年3月10日） 信濃大町地震[18][19]。（安政東海地震の3年半後）
- 1918年（大正7年）11月11日 大正大町地震 M 6.1 と M 6.5 の双子地震。
- 2014年11月22日 ほぼ同等規模と推定される長野県神城断層地震 M 6.7[注 4]が発生した[21]。